# Coupe de l'EHF masculine 2017-2018
Navigation
Coupe de l'EHF 2016-2017 Coupe de l'EHF 2018-2019
L'édition 2017-2018 de la Coupe de l'EHF masculine met aux prises 63 équipes européennes. Il s'agit de la 37e édition de la compétition, organisée par la Fédération européenne de handball (EHF) et la sixième depuis la fusion avec la Coupe des vainqueurs de coupe.
Le club allemand du Frisch Auf Göppingen remet son titre en jeu. La phase finale (Final 4) de la compétition est organisée par le SC Magdebourg. Les deux clubs ont été battus en demi-finale, respectivement par le Füchse Berlin, futur vainqueur de la finale, et par le Saint-Raphaël Var Handball.
Pour Berlin, il s'agit du deuxième titre dans la compétition après celui obtenu en 2015 tandis que pour Saint-Raphaël, il s'agit de leur première finale européenne mais également de la cinquième défaite en finale en six ans pour le handball français dans la compétition après Dunkerque en 2012, Nantes en 2013 et  2016 et Montpellier en 2014.

## Participants
Les places sont majoritairement allouées selon le coefficient EHF de chaque pays. D'autres équipes sont autorisées à participer sur dossier.
| Troisième tour de qualification | Troisième tour de qualification |
| --- | --- |
| - Frisch Auf Göppingen : Tenant du titre - Alpla HC Hard : 2e du tournoi de qualification de la LDC - HT Tatran Prešov : 3e du tournoi de qualification de la LDC - Füchse Berlin : 4e de Championnat d'Allemagne - SC Magdebourg : 5e de Championnat d'Allemagne - Bjerringbro-Silkeborg : 3e du Championnat du Danemark - Ribe-Esbjerg HH : 4e du Championnat du Danemark - Naturhouse La Rioja : 3e de Championnat d'Espagne | - BM Granollers : 4e de Championnat d'Espagne - Saint-Raphaël Var Handball : 4e du Championnat de France - CYEB Budakalász : 4e du Championnat de Hongrie - Tatabánya KC : 3e du Championnat de Hongrie - KS Azoty-Puławy : 3e du Championnat de Pologne - RD Ribnica RH : 3e de Championnat de Slovénie - RK Koper : 4e de Championnat de Slovénie - Lugi HF 2e du Championnat de Suède |
| Deuxième tour de qualification | |
| - Riihimäen Cocks : 4e du Tournoi de qualification de la LDC - SKA Minsk : 2e du Championnat de Biélorussie - RK Nexe Našice : 2e du Championnat de Croatie - Team Tvis Holstebro : 5e du Championnat du Danemark - Helvetia Anaitasuna : 5e de Championnat d'Espagne - Chambéry Savoie Handball : 5e du Championnat de France - Csurgói KK : 5e du Championnat de Hongrie - Balatonfüredi KSE : 6e du Championnat de Hongrie - OCI-Lions : 1er du Championnat des Pays-Bas | - Gwardia Opole : 5e du Championnat de Pologne - FC Porto : 2e du Championnat du Portugal - CSM Bucarest : 2e du Championnat de Roumanie - HC DS Constanța : 4e du Championnat de Roumanie - Saint-Pétersbourg HC : 2e du Championnat de Russie - HK Malmö : 4e du Championnat de Suède - Pfadi Winterthur : 2e du Championnat de Suisse - Wacker Thoune : 4e du Championnat de Suisse |
| Premier tour de qualification | |
| - SG Handball Vienne-Ouest : 3e du Championnat d'Autriche - Bregenz Handball : 5e du Championnat d'Autriche - Achilles Bocholt : 1er du Championnat de Belgique - RK Dubrava Zagreb : 3e du Championnat de Croatie - HRK Gorica : 4e du Championnat de Croatie - Põlva Serviti : 1er du Championnat d'Estonie - DIKE.AS. Nea Ionia : 1er du Championnat de Grèce - AC Doukas : 2e du Championnat de Grèce - Valur Reykjavik : 1er du Championnat d'Islande - FH Hafnarfjörður : 2e du Championnat d'Islande - Afturelding Mosfellsbær : 3e du Championnat d'Islande - Maccabi Rishon LeZion : 1er du Championnat d'Israël - SSV Bozen Loacker : 1er du Championnat d'Italie - KH BESA Famiglia : 1er du Championnat du Kosovo - HC Klaipėda Dragūnas : 1er du Championnat de Lituanie | - Handball Esch : 1er du Championnat du Luxembourg - RK Ohrid 2011 : 3e du Championnat de Macédoine - HC Olimpus-85 Chișinău : 1er du Championnat de Moldavie - RK Partizan Tivat : 1er du Championnat du Monténégro - Bækkelagets SK : 2e du Championnat de Norvège - ØIF Arendal : 4e du Championnat de Norvège - HV KRAS/Volendam : 2e du Championnat des Pays-Bas - Benfica Lisbonne : 3e du Championnat du Portugal - Vojvodina Novi Sad : 1er du Championnat de Serbie - RK Dinamo Pančevo : 2e du Championnat de Serbie - HC Kriens-Lucerne : 3e du Championnat de Suisse - HC Dukla Prague : 1er du Championnat de Rép. tchèque - Talent MAT Plzeň : 2e du Championnat de Rép. tchèque - Beykoz BLD SK : 2e du Championnat de Turquie - ZTR Zaporijia : 2e du Championnat d'Ukraine |

## Phase de qualification

### Premier tour
Les matchs aller se sont déroulés les 2 et 3 septembre et les matchs retour les 9 et 10 septembre 2017 :
| Équipe 1                 | Score    | Équipe 2              | Aller   | Retour  |
| ------------------------ | -------- | --------------------- | ------- | ------- |
| AC Doukas                | 37 – 59  | Vojvodina Novi Sad    | 13 – 33 | 24 – 26 |
| KH BESA Famiglia         | 52 – 56  | Beykoz BLD SK         | 29 – 21 | 23 – 35 |
| HC Klaipėda Dragūnas     | 71 – 72  | RK Dubrava Zagreb     | 36 – 36 | 35 – 36 |
| HC Dukla Prague          | 52 – 61  | FH Hafnarfjörður      | 27 – 30 | 25 – 31 |
| Talent MAT Plzeň         | 50 – 391 | DIKE.AS. Nea Ionia    | 21 – 21 | 29 – 17 |
| RK Partizan 1949 Tivat   | 39 – 702 | Achilles Bocholt      | 19 – 38 | 20 – 32 |
| Valur Reykjavik          | 64 – 58  | SSV Bozen Loacker     | 34 – 27 | 30 – 31 |
| Benfica Lisbonne         | 74 – 483 | RK Dinamo Pančevo     | 39 – 20 | 35 – 28 |
| RK Ohrid 2011            | 48 – 474 | HV KRAS/Volendam      | 24 – 24 | 24 – 23 |
| HC Kriens-Lucerne        | 45 – 43  | ZTR Zaporijia         | 24 – 20 | 21 – 23 |
| HC Olimpus-85 Chișinău   | 48 – 84  | Maccabi Rishon LeZion | 20 – 39 | 28 – 45 |
| UMF Afturelding          | 52 – 55  | Bækkelagets SK        | 25 – 26 | 27 – 29 |
| Handball Esch            | 50 – 575 | ØIF Arendal           | 24 – 29 | 25 – 28 |
| SG Handball Vienne-Ouest | 57 – 55  | Bregenz Handball      | 30 – 28 | 27 – 27 |
| HRK Gorica               | 43 – 46  | Põlva Serviti         | 21 – 21 | 22 – 25 |

Notes

### Deuxième tour
Les matchs aller se dérouleront les 7 et 8 octobre et les matchs retour les 14 et 15 octobre 2017 :
| Équipe 1                 | Score            | Équipe 2              | Aller   | Retour             |
| ------------------------ | ---------------- | --------------------- | ------- | ------------------ |
| HC Kriens-Lucerne        | 32 – 65          | Team Tvis Holstebro   | 16 – 27 | 16 – 38            |
| Achilles Bocholt         | 65 – 72          | Riihimäen Cocks       | 40 – 35 | 25 – 37            |
| Beykoz Belediyesi SK     | 48 – 71          | HK Malmö              | 27 – 36 | 21 – 35            |
| RK Ohrid 2011            | 46 – 81          | FC Porto              | 20 – 37 | 26 – 44            |
| HC DS Constanța          | 51 – 46          | Bækkelagets SK        | 24 – 22 | 27 – 24            |
| Põlva Serviti            | 46 – 59          | RK Nexe Našice        | 25 – 27 | 21 – 32            |
| OCI-Lion                 | 51 – 57          | ØIF Arendal           | 25 – 28 | 26 – 29            |
| Haukar Hafnarfjörður     | 59 – 59 4 – 3tab | Saint-Pétersbourg HC  | 32 – 27 | 33 – 37ap 27 – 32* |
| Pfadi Winterthur         | 61 – 39          | RK Vojvodina Novi Sad | 35 – 22 | 26 – 17            |
| SCDR Anaitasuna          | 70 – 49          | Talent MAT Plzeň      | 40 – 26 | 30 – 23            |
| SG Handball Vienne-Ouest | 49 – 59          | Wacker Thoune         | 22 – 27 | 27 – 32            |
| Balatonfüredi KSE        | 55 – 41          | Valur Reykjavik       | 27 – 22 | 28 – 19            |
| CSM Bucarest             | 56 – 63          | SKA Minsk             | 26 – 30 | 30 – 33            |
| Benfica Lisbonne         | 49 – 50          | Gwardia Opole         | 28 – 24 | 21 – 26            |
| Maccabi Rishon LeZion    | 51 – 60          | Chambéry SMB HB       | 24 – 29 | 27 – 31            |
| Csurgói KK               | 59 – 60          | RK Dubrava Zagreb     | 33 – 24 | 26 – 36            |

Parmi les résultats, on peut noter la qualification du club croate du RK Dubrava Zagreb qui a remonté un déficit de 9 buts face au club hongrois du Csurgói KK.
*Lors du match retour opposant le Saint-Pétersbourg HC au Haukar Hafnarfjörður, le score à l’issue du temps réglementaire est identique à celui du match aller (32-27) mais inversé. Les deux arbitres lituaniens de la rencontre (Barysas et Petrusis) et le délégué finlandais (Sjölund) décident alors de faire jouer une prolongation qui conduit à la défaite de quatre buts (33 à 37) du club Islandais qui est ainsi qualifié. Cependant, le règlement de la compétition stipule qu’en cas d’une telle égalité, une séance de penaltys doit départager les deux équipes sans passer par une prolongation. La Fédération européenne de handball a ainsi décidé que les deux clubs doivent donc rejouer une séance de penaltys pour se départager. Vainqueur 4 jets de 7 mètres à 3, le club islandais est finalement qualifié.

### Troisième tour
Les matchs aller se sont déroulés les 18 et 19 novembre et les matchs retour les 25 et 26 novembre 2017, hormis l'opposition entre le HT Tatran Prešov et le Haukar Hafnarfjörður qui s'est déroulé le 25 novembre et le 2 décembre 2017 :
| Équipe 1                   | Score    | Équipe 2              | Aller   | Retour  |
| -------------------------- | -------- | --------------------- | ------- | ------- |
| CYEB Budakalász            | 48 – 61  | SCDR Anaitasuna       | 27 – 35 | 21 – 26 |
| KS Azoty-Puławy            | 59* – 59 | Team Tvis Holstebro   | 30 – 27 | 29 – 32 |
| SC Magdebourg              | 53 – 52  | HC DS Constanța       | 27 – 25 | 26 – 27 |
| FC Porto                   | 52 – 63  | Füchse Berlin         | 27 – 30 | 25 – 33 |
| Gwardia Opole              | 51 – 52  | RK Koper              | 30 – 25 | 21 – 27 |
| Frisch Auf Göppingen       | 58 – 48  | ØIF Arendal           | 27 – 27 | 31 – 21 |
| Riihimäen Cocks            | 49 – 46  | RD Ribnica RH         | 24 – 17 | 25 – 29 |
| Wacker Thoune              | 40* – 40 | Alpla HC Hard         | 19 – 17 | 21 – 23 |
| Tatabánya KC               | 46 – 47  | Chambéry SMB HB       | 25 – 24 | 21 – 23 |
| BM Granollers              | 55 – 46  | Balatonfüredi KSE     | 28 – 21 | 27 – 25 |
| Lugi HF                    | 51 – 46  | Pfadi Winterthur      | 29 – 29 | 22 – 17 |
| HK Malmö                   | 50 – 59  | Bjerringbro-Silkeborg | 25 – 23 | 25 – 36 |
| Ribe-Esbjerg HH            | 50 – 52  | RK Nexe Našice        | 29 – 26 | 21 – 26 |
| Saint-Raphaël Var Handball | 81 – 60  | RK Dubrava Zagreb     | 40 – 29 | 41 – 31 |
| SKA Minsk                  | 66 – 63  | Naturhouse La Rioja   | 36 – 28 | 30 – 35 |
| HT Tatran Prešov           | 47* – 47 | Haukar Hafnarfjörður  | 24 – 21 | 23 – 26 |

* Vainqueur selon la règle du nombre de buts marqués à l'extérieur.

## Phase de groupe
La phase de groupe se déroule du 7 février 2018 au 1er avril 2018

### Légendes
| Légende liée au classement - Directement qualifié pour les demi-finales (en tant qu'organisateur du Final Four) - Qualifié pour les quarts de finale - Moins bon deuxième, donc éliminé - Éliminé (3e et 4e place) | Légende liée aux scores - Victoire à domicile - Match nul - Défaite à domicile |

### Groupe A
|   | Équipe                | Pts | J | G | N | P | Bp  | Bc  | Diff | Dép |  | Résultats (dom.\ext.) |       |       |       |       |
| - | --------------------- | --- | - | - | - | - | --- | --- | ---- | --- |  | --------------------- | ----- | ----- | ----- | ----- |
| 1 | SC Magdebourg         | 10  | 6 | 5 | 0 | 1 | 192 | 157 | 35   | /   |  | SC Magdebourg         |       | 33-26 | 35-30 | 36-24 |
| 2 | Bjerringbro-Silkeborg | 6   | 6 | 3 | 0 | 3 | 166 | 167 | -1   | /   |  | Bjerringbro-Silkeborg | 27-26 |       | 32-30 | 27-19 |
| 3 | SKA Minsk             | 5   | 6 | 2 | 1 | 3 | 177 | 178 | -1   | /   |  | SKA Minsk             | 31-33 | 27-26 |       | 34-27 |
| 4 | HT Tatran Prešov      | 3   | 6 | 1 | 1 | 4 | 146 | 179 | -33  | /   |  | HT Tatran Prešov      | 19-29 | 32-28 | 25-25 |       |

### Groupe B
|   | Équipe                     | Pts | J | G | N | P | Bp  | Bc  | Diff | Dép |  | Résultats (dom.\ext.)      |       |       |       |       |
| - | -------------------------- | --- | - | - | - | - | --- | --- | ---- | --- |  | -------------------------- | ----- | ----- | ----- | ----- |
| 1 | Füchse Berlin              | 10  | 6 | 5 | 0 | 1 | 185 | 154 | 31   | +4  |  | Füchse Berlin              |       | 34-23 | 21-26 | 34-25 |
| 2 | Saint-Raphaël Var Handball | 10  | 6 | 5 | 0 | 1 | 183 | 165 | 18   | -4  |  | SCDR Anaitasuna            | 28-30 |       | 29-38 | 34-32 |
| 3 | SCDR Anaitasuna            | 4   | 6 | 2 | 0 | 4 | 174 | 201 | -27  | /   |  | Saint-Raphaël Var Handball | 25-34 | 36-27 |       | 28-26 |
| 4 | Lugi HF                    | 0   | 6 | 0 | 0 | 6 | 169 | 191 | -22  | /   |  | Lugi HF                    | 27-32 | 31-33 | 28-30 |       |

### Groupe C
|   | Équipe               | Pts | J | G | N | P | Bp  | Bc  | Diff | Dép |  | Résultats (dom.\ext.) |       |       |       |       |
| - | -------------------- | --- | - | - | - | - | --- | --- | ---- | --- |  | --------------------- | ----- | ----- | ----- | ----- |
| 1 | Frisch Auf Göppingen | 12  | 6 | 6 | 0 | 0 | 177 | 144 | 33   | /   |  | Frisch Auf Göppingen  |       | 30-27 | 31-26 | 33-27 |
| 2 | RK Nexe Našice       | 8   | 6 | 4 | 0 | 2 | 164 | 152 | 12   | /   |  | RK Nexe Našice        | 24-27 |       | 29-24 | 31-24 |
| 3 | RD Koper 2013        | 2   | 6 | 1 | 0 | 5 | 152 | 168 | -16  | +3  |  | RD Koper 2013         | 20-25 | 27-31 |       | 23-25 |
| 4 | Riihimäen Cocks      | 2   | 6 | 1 | 0 | 5 | 143 | 172 | -29  | -3  |  | Riihimäen Cocks       | 20-31 | 20-22 | 27-32 |       |

### Groupe D
|   | Équipe          | Pts | J | G | N | P | Bp  | Bc  | Diff | Dép |  | Résultats (dom.\ext.) |       |       |       |       |
| - | --------------- | --- | - | - | - | - | --- | --- | ---- | --- |  | --------------------- | ----- | ----- | ----- | ----- |
| 1 | BM Granollers   | 9   | 6 | 4 | 1 | 1 | 175 | 157 | 18   | +7  |  | BM Granollers         |       | 28-21 | 32-26 | 25-24 |
| 2 | Chambéry SMB HB | 9   | 6 | 4 | 1 | 1 | 162 | 152 | 10   | -7  |  | Chambéry SMB HB       | 30-30 |       | 28-22 | 27-22 |
| 3 | KS Azoty-Puławy | 4   | 6 | 2 | 0 | 4 | 168 | 179 | -11  | /   |  | KS Azoty-Puławy       | 30-37 | 25-27 |       | 31-29 |
| 4 | Wacker Thoune   | 2   | 6 | 1 | 0 | 5 | 152 | 169 | -17  | /   |  | Wacker Thoune         | 26-23 | 25-29 | 26-34 |       |

## Quarts de finale
Les équipes qualifiées sont réparties entre deux pots, le premier pot rassemblant les équipes ayant terminé premier de leur groupe et le second pot rassemblant les deuxièmes. Les équipes du pot 1 jouent le match retour à domicile. Il n'y aucune protection géographique lors du tirage au sort.
| Pot   | Groupe B          | Groupe C             | Groupe D        |
| ----- | ----------------- | -------------------- | --------------- |
| Pot 1 | Füchse Berlin     | Frisch Auf Göppingen | BM Granollers   |
| Pot 2 | Saint-Raphaël VHB | RK Nexe Našice       | Chambéry SMB HB |

Les matchs aller ont eu lieu les 21 et 22 avril et les matchs retour les 28 et 29 avril 2018.
| Équipe            | Aller   | Total   | Retour  | Équipe               |
| ----------------- | ------- | ------- | ------- | -------------------- |
| Saint-Raphaël VHB | 37 – 23 | 67 – 63 | 30 – 40 | BM Granollers        |
| RK Nexe Našice    | 28 – 20 | 44 – 45 | 16 – 25 | Füchse Berlin        |
| Chambéry SMB HB   | 27 – 30 | 54 – 61 | 27 – 31 | Frisch Auf Göppingen |

| 21 avril 2018 20h45 | Saint-Raphaël VHB     | 37 – 23   | BM Granollers    | Palais des sports JF Krakowski, Saint-Raphaël Affluence : 1 462 Arbitrage : Schulze, Tönnies |
| 21 avril 2018 20h45 | Caucheteux, Dipanda 7 | (17 – 10) | Márquez Coloma 7 | Palais des sports JF Krakowski, Saint-Raphaël Affluence : 1 462 Arbitrage : Schulze, Tönnies |
| 21 avril 2018 20h45 | ×3 ×5                 | Rapport   | ×2               | Palais des sports JF Krakowski, Saint-Raphaël Affluence : 1 462 Arbitrage : Schulze, Tönnies |

| 29 avril 2018 20h00 | BM Granollers  | 40 – 30 | Saint-Raphaël VHB | Palais des sports de Granollers, Granollers Affluence : 1 800 Arbitrage : Kouz, Zhoba |
| 29 avril 2018 20h00 | David Resina 9 | (16–15) | Artsem Karalek 7  | Palais des sports de Granollers, Granollers Affluence : 1 800 Arbitrage : Kouz, Zhoba |
| 29 avril 2018 20h00 | ×3 ×2          | Rapport | ×2 ×7 ×1          | Palais des sports de Granollers, Granollers Affluence : 1 800 Arbitrage : Kouz, Zhoba |

Saint-Raphaël est qualifié sur un score total de 67 à 63.
| 21 avril 2018 19h00 | RK Nexe Našice       | 28 – 20  | Füchse Berlin     | Sportska Dvorana Kralja Tomislava, Našice Affluence : 2 000 Arbitrage : Horváth. Marton |
| 21 avril 2018 19h00 | Saša Barišić-Jaman 8 | (12 – 9) | Lindberg, Wiede 5 | Sportska Dvorana Kralja Tomislava, Našice Affluence : 2 000 Arbitrage : Horváth. Marton |
| 21 avril 2018 19h00 | ×3 ×7                | Rapport  | ×2 ×4             | Sportska Dvorana Kralja Tomislava, Našice Affluence : 2 000 Arbitrage : Horváth. Marton |

| 28 avril 2018 19h00 | Füchse Berlin  | 25 – 16 | RK Nexe Našice | Max-Schmeling-Halle, Berlin Affluence : 5 000 Arbitrage : Madsen, Mortensen |
| 28 avril 2018 19h00 | Fabian Wiede 6 | (14–9)  | Vedran Zrnić 7 | Max-Schmeling-Halle, Berlin Affluence : 5 000 Arbitrage : Madsen, Mortensen |
| 28 avril 2018 19h00 | ×3             | Rapport | ×3 ×7 ×1       | Max-Schmeling-Halle, Berlin Affluence : 5 000 Arbitrage : Madsen, Mortensen |

Berlin est qualifié sur un score total de 45 à 44.
| 22 avril 2018 17h00 | Chambéry SMB HB | 27 – 30   | Frisch Auf Göppingen | Le Phare (Chambéry), Chambéry Affluence : 2 647 Arbitrage : Santos, Fonseca |
| 22 avril 2018 17h00 | Melić, Minel 6  | (11 – 19) | Fontaine, Schiller 6 | Le Phare (Chambéry), Chambéry Affluence : 2 647 Arbitrage : Santos, Fonseca |
| 22 avril 2018 17h00 | ×3 ×4           | Rapport   | ×1 ×2                | Le Phare (Chambéry), Chambéry Affluence : 2 647 Arbitrage : Santos, Fonseca |

| 29 avril 2018 17h30 | Frisch Auf Göppingen | 31 – 27 | Chambéry SMB HB | EWS Arena, Göppingen Affluence : 2 900 Arbitrage : Schulze, Tönnies |
| 29 avril 2018 17h30 | Fontaine, Schiller 5 | (18–13) | Quentin Minel 7 | EWS Arena, Göppingen Affluence : 2 900 Arbitrage : Schulze, Tönnies |
| 29 avril 2018 17h30 | ×3 ×2                | Rapport | ×3 ×2           | EWS Arena, Göppingen Affluence : 2 900 Arbitrage : Schulze, Tönnies |

Göppingen est qualifié sur un score total de 61 à 54.

## Finale à quatre
La finale à quatre (en anglais : Final four), organisée par le SC Magdebourg, s'est déroulée les 19 et 20 mai 2018 :
|  | Demi-finales         | Demi-finales  |                        |    | Finale | Finale |
|  | Demi-finales         | Demi-finales  |                        |    | Finale | Finale |
|  |                      |               |                        |    |        |        |
|  |                      |               |                        |    |        |        |
|  |                      |               |                        |    |        |        |
|  | SC Magdebourg        | 27            |                        |    |        |        |
|  | SC Magdebourg        | 27            |                        |    |        |        |
|  | Saint-Raphaël VHB    | 28            |                        |    |        |        |
|  | Saint-Raphaël VHB    | 28            | Saint-Raphaël VHB      | 25 |        |        |
|  |                      |               | Saint-Raphaël VHB      | 25 |        |        |
|  |                      | Füchse Berlin | 28                     |    |        |        |
|  | Füchse Berlin        | Füchse Berlin | 28                     | 27 |        |        |
|  | Füchse Berlin        |               |                        | 27 |        |        |
|  | Frisch Auf Göppingen | 24            |                        |    |        |        |
|  | Frisch Auf Göppingen | 24            | Match pour la 3e place |    |        |        |
|  |                      |               |                        |    |        |        |
|  |                      |               |                        |    |        |        |
|  |                      |               |                        |    |        |        |
|  | SC Magdebourg        | 35            |                        |    |        |        |
|  | SC Magdebourg        | 35            |                        |    |        |        |
|  | Frisch Auf Göppingen | 25            |                        |    |        |        |
|  | Frisch Auf Göppingen | 25            |                        |    |        |        |

### Demi-finales
| 19 mai 2018 14h45 | Saint-Raphaël         | 28 – 27 | SC Magdebourg     | GETEC Arena, Magdebourg Affluence : 6 209 Arbitrage : Marín, García |
| 19 mai 2018 14h45 | Raphaël Caucheteux 11 | (13–13) | Matthias Musche 7 | GETEC Arena, Magdebourg Affluence : 6 209 Arbitrage : Marín, García |
| 19 mai 2018 14h45 | ×3                    | Rapport | ×1 ×2             | GETEC Arena, Magdebourg Affluence : 6 209 Arbitrage : Marín, García |

| 19 mai 2018 17h00 | Frisch Auf Göppingen | 24 – 27 | Füchse Berlin   | GETEC Arena, Magdebourg Affluence : 6 209 Arbitrage : Brunovský, Čanda |
| 19 mai 2018 17h00 | Marcel Schiller 6    | (13–13) | Hans Lindberg 9 | GETEC Arena, Magdebourg Affluence : 6 209 Arbitrage : Brunovský, Čanda |
| 19 mai 2018 17h00 | ×2 ×6                | Rapport | ×3 ×2           | GETEC Arena, Magdebourg Affluence : 6 209 Arbitrage : Brunovský, Čanda |

### Match pour la3eplace
| 20 mai 2018 12h45 | SC Magdebourg      | 35 – 25   | Frisch Auf Göppingen | GETEC Arena, Magdebourg Affluence : 6 209 Arbitrage : Pandžić, Mosorinski |
| 20 mai 2018 12h45 | Matthias Musche 10 | (16 – 15) | quatre joueurs 4     | GETEC Arena, Magdebourg Affluence : 6 209 Arbitrage : Pandžić, Mosorinski |
| 20 mai 2018 12h45 | ×3 ×4              | Rapport   | ×3 ×2                | GETEC Arena, Magdebourg Affluence : 6 209 Arbitrage : Pandžić, Mosorinski |

### Finale
| 20 mai 2018 15h15 | Saint-Raphaël        | 25 – 28   | Füchse Berlin        | GETEC Arena, Magdebourg Affluence : 6 209 Arbitrage : Olesen, Pedersen |
| 20 mai 2018 15h15 | Raphaël Caucheteux 8 | (13 – 14) | Mattias Zachrisson 9 | GETEC Arena, Magdebourg Affluence : 6 209 Arbitrage : Olesen, Pedersen |
| 20 mai 2018 15h15 | ×4 ×5 ×1             | Rapport   | ×2 ×7                | GETEC Arena, Magdebourg Affluence : 6 209 Arbitrage : Olesen, Pedersen |

## Statistiques
| Rang | Joueur             | Club                       | Buts |
| ---- | ------------------ | -------------------------- | ---- |
| 1    | Hans Lindberg      | Füchse Berlin              | 82   |
| 2    | Raphaël Caucheteux | Saint-Raphaël Var Handball | 81   |
| 3    | Marcel Schiller    | Frisch Auf Göppingen       | 67   |